# The Dark Ride
Albums de Helloween
Better Than Raw
(1998) Rabbit Don't Come Easy
(2003)
Singles
1. If I Could Fly
Sortie : 2000
2. Mr. Torture
Sortie : 26 décembre 2000

The Dark Ride est le 9e album studio du groupe de power metal allemand Helloween sorti en 2000. Ce fut le dernier album pour le guitariste Roland Grapow et pour le batteur Uli Kusch. Les deux musiciens formèrent le groupe Masterplan après leurs évictions d'Helloween.
L'album se classa à la 26e position dans les charts allemands le 13 novembre 2000.

## Liste des titres
| No  | Titre                                             | Auteur           | Durée |
| --- | ------------------------------------------------- | ---------------- | ----- |
| 1.  | Beyond the Portal (Intro)                         | Andi Deris       | 0:45  |
| 2.  | Mr. Torture                                       | Uli Kusch        | 3:28  |
| 3.  | All Over The Nations                              | Michael Weikath  | 4:55  |
| 4.  | Escalation 666                                    | Roland Grapow    | 4:24  |
| 5.  | Mirror Mirror                                     | Andi Deris       | 3:45  |
| 6.  | If I Could Fly (extended album version)           | Andi Deris       | 4:09  |
| 7.  | Salvation                                         | Michael Weikath  | 5:43  |
| 8.  | The Departed (Sun Is Going Down)                  | Uli Kusch        | 4:37  |
| 9.  | I Live for Your Pain                              | Andi Deris       | 3:59  |
| 10. | We Damn the Night                                 | Andi Deris       | 4:07  |
| 11. | Immortal                                          | Andi Deris       | 4:04  |
| 12. | The Dark Ride                                     | Roland Grapow    | 8:52  |
| 13. | The Madness of the Crowds (Japanese bonus track)  | Andi Deris       | 4:12  |
| 14. | Deliver Us from Temptation (Japanese bonus track) | Markus Grosskopf | 4:54  |
| 15. | If I Could Fly (original single version)          | Andi Deris       | 3:30  |

## Composition du groupe
- Andi Deris — chants
- Michael Weikath — guitare
- Roland Grapow — guitare
- Markus Grosskopf — basse
- Uli Kusch — batterie